# Duffy Jackson
Duff Clark Jackson (Freeport (New York), 3 juli 1953 - Nashville (Tennessee), 3 maart 2021) was een Amerikaanse jazzmuzikant (zang, drums, bas, vibrafoon, orgel, piano).

## Biografie
Duffy Jackson was de zoon van de bassist Chubby Jackson en speelde eerst drums in de band van zijn vader en in 1967 met Flip Phillips in Florida. Daarna was hij in het orkest van de musical Hair en was hij in 1971 in Los Angeles met het kwintet van Milt Jackson en Ray Brown. In 1973 was hij met Benny Carter op een Japanse tournee. Hij speelde ook met Kai Winding en Woody Herman en nam op met Monty Alexander. In 1974/1975 speelde hij in het begeleidingsorkest van Sammy Davis jr.. Hij speelde met het Count Basie Orchestra en met Lionel Hampton en begeleidde Lena Horne en Ella Fitzgerald.
Tom Lord noteerde in zijn jazzdiscografie 44 opnamesessies van 1970 tot 2002.

## Overlijden
Duffy Jackson overleed in maart 2021 op 67-jarige leeftijd.